# Казе Роси (Савона)
Казе Роси је насеље у Италији у округу Савона, региону Лигурија.
Према процени из 2011. у насељу је живело 87 становника. Насеље се налази на надморској висини од 440 м.